# Lhok Gajah (Sawang)
Lhok Gajah is een bestuurslaag in het regentschap Aceh Utara van de provincie Atjeh, Indonesië. Lhok Gajah telt 340 inwoners (volkstelling 2010).